# Embla Coronae
Embla Coronae est une corona, formation géologique en forme de couronne, située sur la planète Vénus par 28,9° N et 205,4° E. Elle est localisée dans le quadrangle de Ganiki Planitia. Elle a été nommée en référence à Emblae, déesse de la Terre scandinave, créatrice de vie. 

## Géographie et géologie
Embla Coronae couvre une surface circulaire d'environ 132 km de diamètre. 